# Omloop Het Nieuwsblad
Omloop Het Nieuwsblad (v preteklosti Omloop Het Volk in Omloop van Vlaanderen) je enodnevna kolesarska klasika v Belgiji, ki poteka od leta 1945. Je ena izmed sedmih Flandrijskih klasik.
Velja za otvoritveno dirko belgijske kolesarske sezone in prvo prestižno dirko v severozahodni Evropi. Od leta 2017 je del koledarja profesionalnih dirk najvišjega razreda UCI World Tour. Najuspešnejši kolesarji v zgodovini dirke so Joseph Bruyère, Ernest Sterckx in Peter Van Petegem s po tremi zmagami, leta 2024 je kot prvi slovenski kolesar zmagal Jan Tratnik.

## Trasa
Štart dirke je v Gentu, cilj pa v Ninoveju, poteka po Flandriji. Trasa je speljana po hribih Flamskih Ardenov in pomeni začetek sezone evropskih dirk po tlakovcih. 
Zaradi zgodnjega datuma pogosto poteka v hladnem vremenu, po čemer se razlikuje od zgodnjih dirk na Bližnjem vzhodu ali v Južni Evropi. Dan po dirki v istem koncu tedna tradicionalno poteka še dirka Kuurne–Bruselj–Kuurne. Od leta 2006 poteka tudi ženska izvedba dirke.

## Moški

### Zmagovalci po državah
| Zmage | Država              |
| ----- | ------------------- |
| 58    | Belgija             |
| 5     | Italija             |
| 5     | Nizozemska          |
| 2     | Združeno kraljestvo |
| 2     | Norveška            |
| 1     | Češka               |
| 1     | Danska              |
| 1     | Nemčija             |
| 1     | Irska               |
| 1     | Slovenija           |
| 1     | Španija             |

### Večkratni zmagovalci
| Zmage | Kolesar            | Edicija          |
| ----- | ------------------ | ---------------- |
| 3     | Ernest Sterckx     | 1952, 1953, 1956 |
| 3     | Joseph Bruyère     | 1974, 1975, 1980 |
| 3     | Peter Van Petegem  | 1997, 1998, 2002 |
| 2     | Jean Bogaerts      | 1945, 1951       |
| 2     | André Declerck     | 1949, 1950       |
| 2     | Frans Verbeeck     | 1970, 1972       |
| 2     | Eddy Merckx        | 1971, 1973       |
| 2     | Freddy Maertens    | 1977, 1978       |
| 2     | Roger De Vlaeminck | 1969, 1979       |
| 2     | Fons De Wolf       | 1982, 1983       |
| 2     | Eddy Planckaert    | 1984, 1985       |
| 2     | Johan Capiot       | 1990, 1992       |
| 2     | Wilfried Nelissen  | 1993, 1994       |
| 2     | Johan Museeuw      | 2000, 2003       |
| 2     | Philippe Gilbert   | 2006, 2008       |
| 2     | Ian Stannard       | 2014, 2015       |
| 2     | Greg Van Avermaet  | 2016, 2017       |

### Zmagovalci po letih
| Leto                        | Zmagovalec              | Drugi                   | Tretji                   |
| --------------------------- | ----------------------- | ----------------------- | ------------------------ |
| ↓ "Omloop van Vlaanderen" ↓ |                         |                         |                          |
| 1945                        | Jean Bogaerts           | Maurice Desimpelaere    | Robert Van Eenaeme       |
| 1946                        | André Pieters           | Marcel Rijckaert        | Emmanuel Thoma           |
| ↓ "Omloop Het Volk" ↓       |                         |                         |                          |
| 1947                        | Albert Sercu            | Emiel Faignaert         | Achiel Buysse            |
| 1948                        | Sylvain Grysolle        | Fausto Coppi            | Marcel Hendrickx         |
| 1949                        | André Declerck          | Frans Leenen            | Maurice Mollin           |
| 1950                        | André Declerck          | Maurice Meersman        | Brik Schotte             |
| 1951                        | Jean Bogaerts           | Lionel Van Brabant      | Raymond Impanis          |
| 1952                        | Ernest Sterckx          | Raymond Impanis         | André Declerck           |
| 1953                        | Ernest Sterckx          | Maurice Mollin          | Marcel Rijckaert         |
| 1954                        | Karel De Baere          | Roger Decorte           | Jan De Valck             |
| 1955                        | Lode Anthonis           | André Rosseel           | André Vlayen             |
| 1956                        | Ernest Sterckx          | Brik Schotte            | Leopold Schaeken         |
| 1957                        | Norbert Kerckhove       | Pino Cerami             | Léon Van Daele           |
| 1958                        | Jef Planckaert          | Rik Van Looy            | Roger Decorte            |
| 1959                        | Seamus Elliott          | Alfred De Bruyne        | Theo Dingens             |
| 1960                        | odpovedana zaradi spora | odpovedana zaradi spora | odpovedana zaradi spora  |
| 1961                        | Arthur De Cabooter      | Frans Schoubben         | Georges Decraeye         |
| 1962                        | Robert De Middeleir     | Jean-Baptiste Claes     | Roger De Coninck         |
| 1963                        | René Van Meenen         | Ludo Janssens           | Jean-Baptiste Claes      |
| 1964                        | Frans Melckenbeeck      | Arthur De Cabooter      | Yvo Molenaers            |
| 1965                        | Noël De Pauw            | Marcel Van Der Bogaert  | Jos van der Vleuten      |
| 1966                        | Jo de Roo               | Walter Godefroot        | Eddy Merckx              |
| 1967                        | Willy Vekemans          | Joseph Spruyt           | Edward Sels              |
| 1968                        | Herman Van Springel     | Rolf Wolfshohl          | Bernard Van De Kerckhove |
| 1969                        | Roger De Vlaeminck      | Daniel Van Rijckeghem   | Valère Van Sweevelt      |
| 1970                        | Frans Verbeeck          | Roger Rosiers           | André Dierickx           |
| 1971                        | Eddy Merckx             | Roger Rosiers           | Noël Vantyghem           |
| 1972                        | Frans Verbeeck          | André Dierickx          | Eddy Merckx              |
| 1973                        | Eddy Merckx             | Roger De Vlaeminck      | Albert Van Vlierberghe   |
| 1974                        | Joseph Bruyère          | Patrick Sercu           | Rik Van Linden           |
| 1975                        | Joseph Bruyère          | Patrick Sercu           | José De Cauwer           |
| 1976                        | Willem Peeters          | Hennie Kuiper           | Patrick Sercu            |
| 1977                        | Freddy Maertens         | Jan Raas                | Ludo Peeters             |
| 1978                        | Freddy Maertens         | Alfons van Katwijk      | Jan Raas                 |
| 1979                        | Roger De Vlaeminck      | Jan Raas                | Franck Hoste             |
| 1980                        | Joseph Bruyère          | Walter Planckaert       | Sean Kelly               |
| 1981                        | Jan Raas                | Gilbert Duclos-Lassalle | Jean-Luc Vandenbroucke   |
| 1982                        | Fons De Wolf            | Graham Jones            | Sean Kelly               |
| 1983                        | Fons De Wolf            | Jan Raas                | Luc Colijn               |
| 1984                        | Eddy Planckaert         | Jean-Luc Vandenbroucke  | Ludo Peeters             |
| 1985                        | Eddy Planckaert         | Jacques Hanegraaf       | Jozef Lieckens           |
| 1986                        | odpovedana zaradi snega | odpovedana zaradi snega | odpovedana zaradi snega  |
| 1987                        | Teun van Vliet          | Steven Rooks            | Jan Goessens             |
| 1988                        | Ronny Van Holen         | Johan Lammerts          | John Talen               |
| 1989                        | Étienne De Wilde        | Sean Kelly              | Remig Stumpf             |
| 1990                        | Johan Capiot            | Edwig Van Hooydonck     | Étienne De Wilde         |
| 1991                        | Andreas Kappes          | Carlo Bomans            | Edwig Van Hooydonck      |
| 1992                        | Johan Capiot            | Peter Pieters           | Eric Vanderaerden        |
| 1993                        | Wilfried Nelissen       | Olaf Ludwig             | Eric Vanderaerden        |
| 1994                        | Wilfried Nelissen       | Frédéric Moncassin      | Andreas Kappes           |
| 1995                        | Franco Ballerini        | Edwig Van Hooydonck     | Andrej Čmil              |
| 1996                        | Tom Steels              | Hendrik Redant          | Olaf Ludwig              |
| 1997                        | Peter Van Petegem       | Tom Steels              | Johan Capiot             |
| 1998                        | Peter Van Petegem       | Gianluca Bortolami      | Andrej Čmil              |
| 1999                        | Frank Vandenbroucke     | Wilfried Peeters        | Tom Steels               |
| 2000                        | Johan Museeuw           | Steffen Wesemann        | Servais Knaven           |
| 2001                        | Michele Bartoli         | Hendrik Van Dijck       | Matthé Pronk             |
| 2002                        | Peter Van Petegem       | Frank Høj               | Michel Vanhaecke         |
| 2003                        | Johan Museeuw           | Max van Heeswijk        | Paolo Bettini            |
| 2004                        | odpovedana zaradi snega | odpovedana zaradi snega | odpovedana zaradi snega  |
| 2005                        | Nick Nuyens             | Tom Boonen              | Steven de Jongh          |
| 2006                        | Philippe Gilbert        | Bert De Waele           | Koen Barbé               |
| 2007                        | Filippo Pozzato         | Juan Antonio Flecha     | Tom Boonen               |
| 2008                        | Philippe Gilbert        | Nick Nuyens             | Thor Hushovd             |
| ↓ "Omloop Het Nieuwsblad" ↓ |                         |                         |                          |
| 2009                        | Thor Hushovd            | Kevyn Ista              | Juan Antonio Flecha      |
| 2010                        | Juan Antonio Flecha     | Tyler Farrar            | Heinrich Haussler        |
| 2011                        | Sebastian Langeveld     | Juan Antonio Flecha     | Mathew Hayman            |
| 2012                        | Sep Vanmarcke           | Tom Boonen              | Juan Antonio Flecha      |
| 2013                        | Luca Paolini            | Stijn Vandenbergh       | Sven Vandousselaere      |
| 2014                        | Ian Stannard            | Greg Van Avermaet       | Edvald Boasson Hagen     |
| 2015                        | Ian Stannard            | Niki Terpstra           | Tom Boonen               |
| 2016                        | Greg Van Avermaet       | Peter Sagan             | Tiesj Benoot             |
| 2017                        | Greg Van Avermaet       | Peter Sagan             | Sep Vanmarcke            |
| 2018                        | Michael Valgren         | Łukasz Wiśniowski       | Sep Vanmarcke            |
| 2019                        | Zdeněk Štybar           | Greg Van Avermaet       | Tim Wellens              |
| 2020                        | Jasper Stuyven          | Yves Lampaert           | Søren Kragh Andersen     |
| 2021                        | Davide Ballerini        | Jake Stewart            | Sep Vanmarcke            |
| 2022                        | Wout Van Aert           | Sonny Colbrelli         | Greg Van Avermaet        |
| 2023                        | Dylan van Baarle        | Arnaud De Lie           | Christophe Laporte       |
| 2024                        | Jan Tratnik             | Nils Politt             | Wout Van Aert            |
| 2025                        | Søren Wærenskjold       | Paul Magnier            | Jasper Philipsen         |